# João Barbosa Rodrigues
João Barbosa Rodrigues (São Gonçalo do Sapucaí, 22 giugno 1842 – Rio de Janeiro, 6 marzo 1909) è stato un ingegnere, naturalista e botanico brasiliano.

## Biografia
Nel 1858 si trasferì, con la famiglia, a Rio de Janeiro. Si dedicò dapprima al commercio, ma era sempre interessato alle scienze naturali, collezionando insetti e piante. Divenne un insegnante di disegno e specializzato in botanica sotto la guida di Francisco Freire Allemão.
Nel 1872-1875 fu in Amazzonia in missione scientifica su incarico del governo imperiale. Anni dopo organizzò e diresse, a Manaus, il giardino botanico, inaugurato nel 1883, con il patrocinio della Principessa Isabella, e eliminato dopo la Proclamazione della Repubblica Brasiliana.
Nel 1890 divenne direttore del Giardino botanico di Rio de Janeiro, che diresse fino alla sua morte. Pubblicò moltissime opere e uno dei suoi contributi più importanti è quello sulle orchidaceae in tre volumi, Genera et species orchidearum novarum (1877/1881). Suo anche Iconografia das Orquídea.
Durante il suo soggiorno in Minas Gerais, si distinse come ingegnere nella costruzione della chiesa madre di Alfenas (1876-1883).
Il suo busto nel Giardino botanico di Rio de Janeiro e opera dello scultore Olinto de Matos.
Nel 1935 venne fondata Rodriguésia, rivista del Giardino botanico di Rio de Janeiro. Nel centenario della sua nascita, nel 1942, venne omaggiato con la fondazione del Museu Botânico Dr. João Barbosa Rodrigues a San Paolo.

## Amministrazione del Giardino botanico di Rio de Janeiro
Le sue principali realizzazioni, come direttore del Giardino botanico di Rio de Janeiro, furono:
- Separazione del Giardi botanico dall'Instituto Fluminense de Agricultura nel 1890 passando ad assumere l'attuale valenza culturale e scientifica.
- Riorganizzazione del vivaio e costruzione delle serre
- Creazione della carpoteca e della biblioteca
- Collocazione della fontana centrale nell'area del palmeto
- Cambiamento del corso del Rio dos Macacos, le cui acque inondavano l'area del Giardino in determinati periodi
- Classificazione scientifica degli esemplari coltivati
- Creazione di nuove aree
- Aumento considerevole delle piante
- Denominazione dei vialetti interni con i nomi dei vecchi direttori
- Piantagione di un arboreto
- Prima organizzazione dell'erbario
- Autorizzazione totale alle visite non accompagnate tra aprile 1890 e giugno 1894, quando quasi 150.000 persone visitarono il parco
- Istituzione di norme interne per la conservazione delle piante